# بوبي غراهام
بوبي غراهام (بالإنجليزية: Bobby Graham)‏ (22 نوفمبر 1944 المملكة المتحدة - ) هو لاعب كرة قدم بريطاني يلعب كمهاجم.